# Georgsgatan

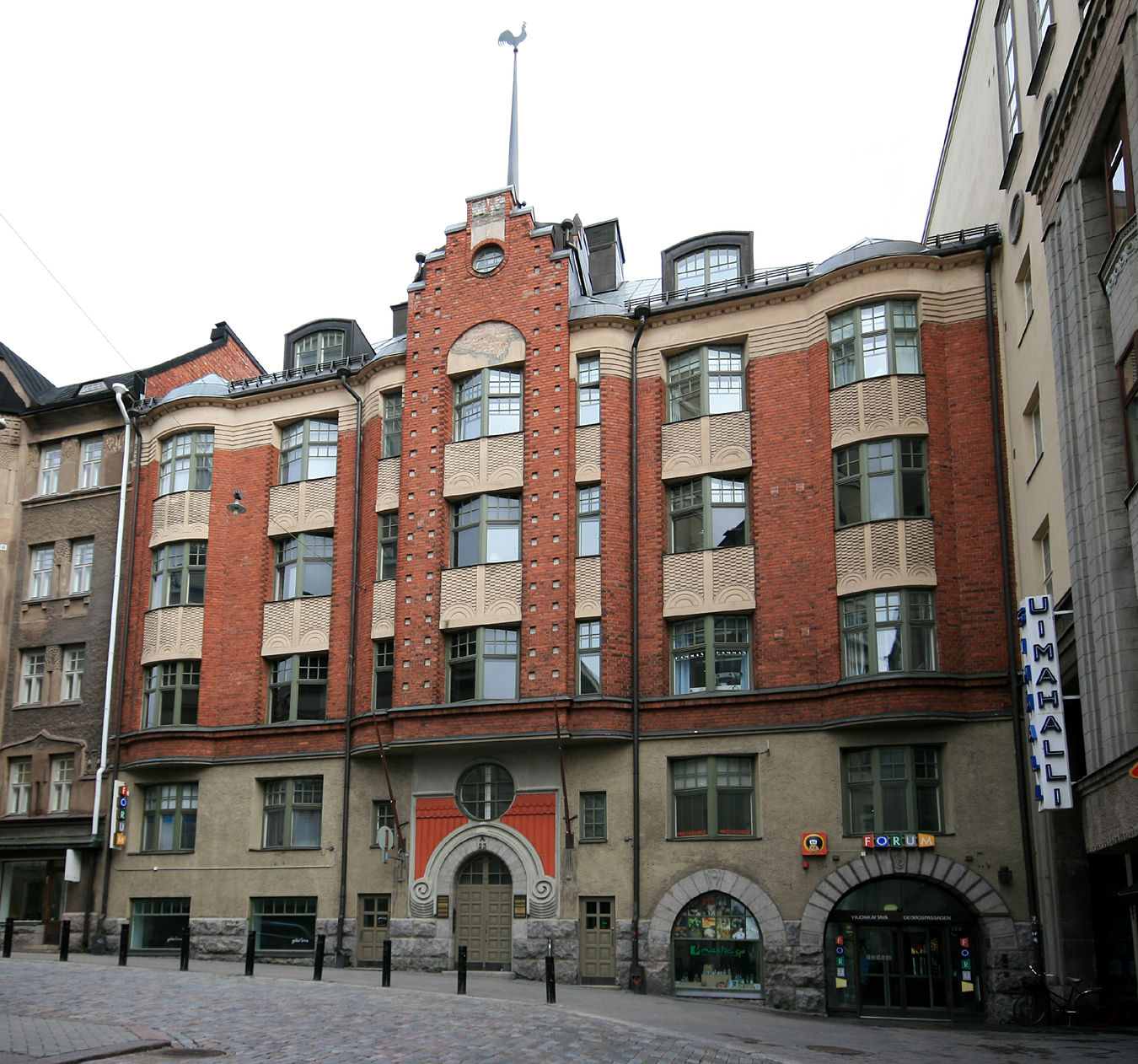
Georgsgatan 23

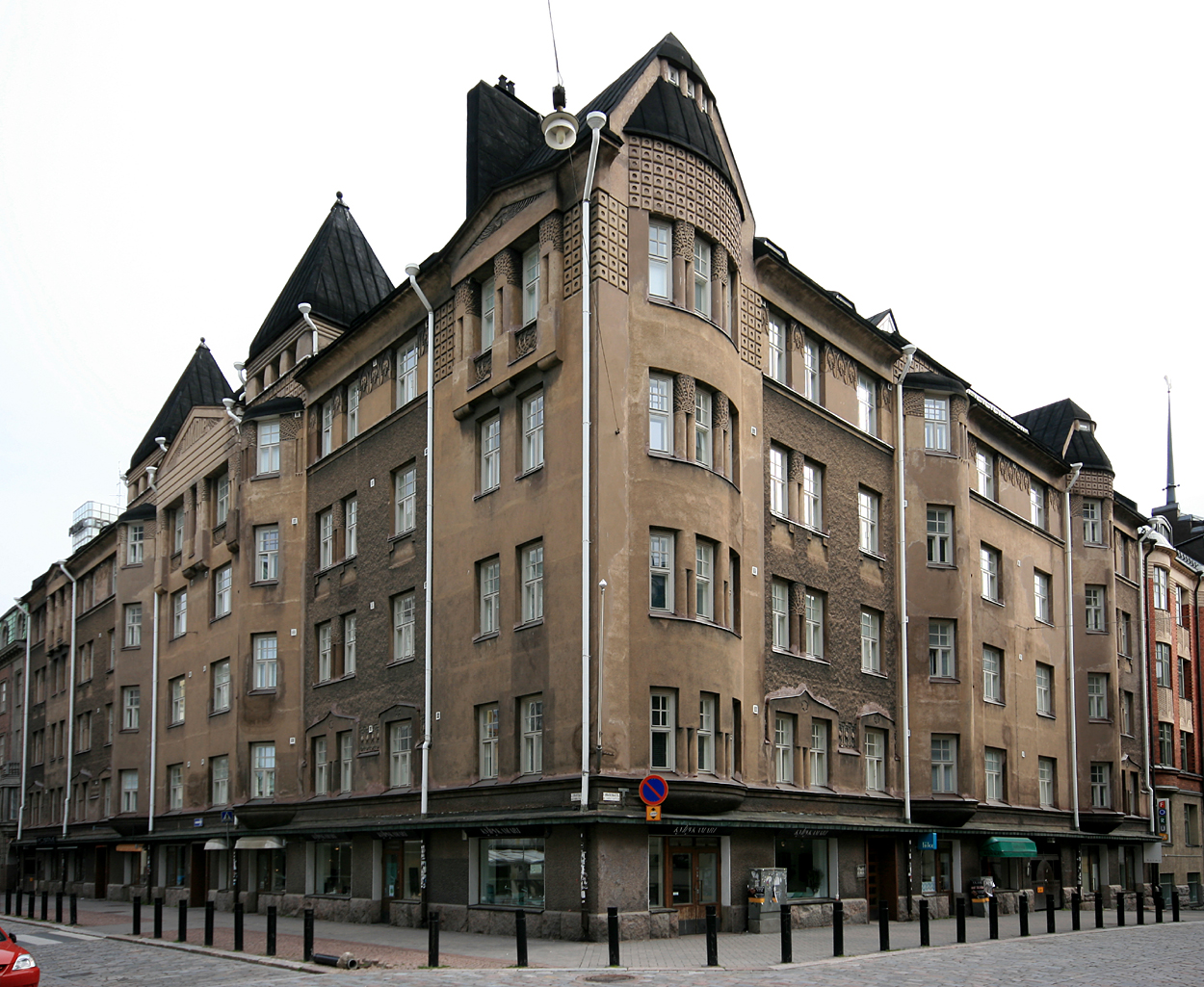
Georgsgatan 25

Georgsgatan (finska: Yrjönkatu) är en gata i centrala Helsingfors. Gatan sträcker sig från Högbergsgatan till Simonsgatan. Vid gatan ligger bland annat Georgsgatans simhall, som öppnades 1928), Hotell Torni och Amos Andersons konstmuseum. Också Gamla kyrkoparken (Pestparken) och parken Trekanten ligger vid Georgsgatan. 

## Byggnader

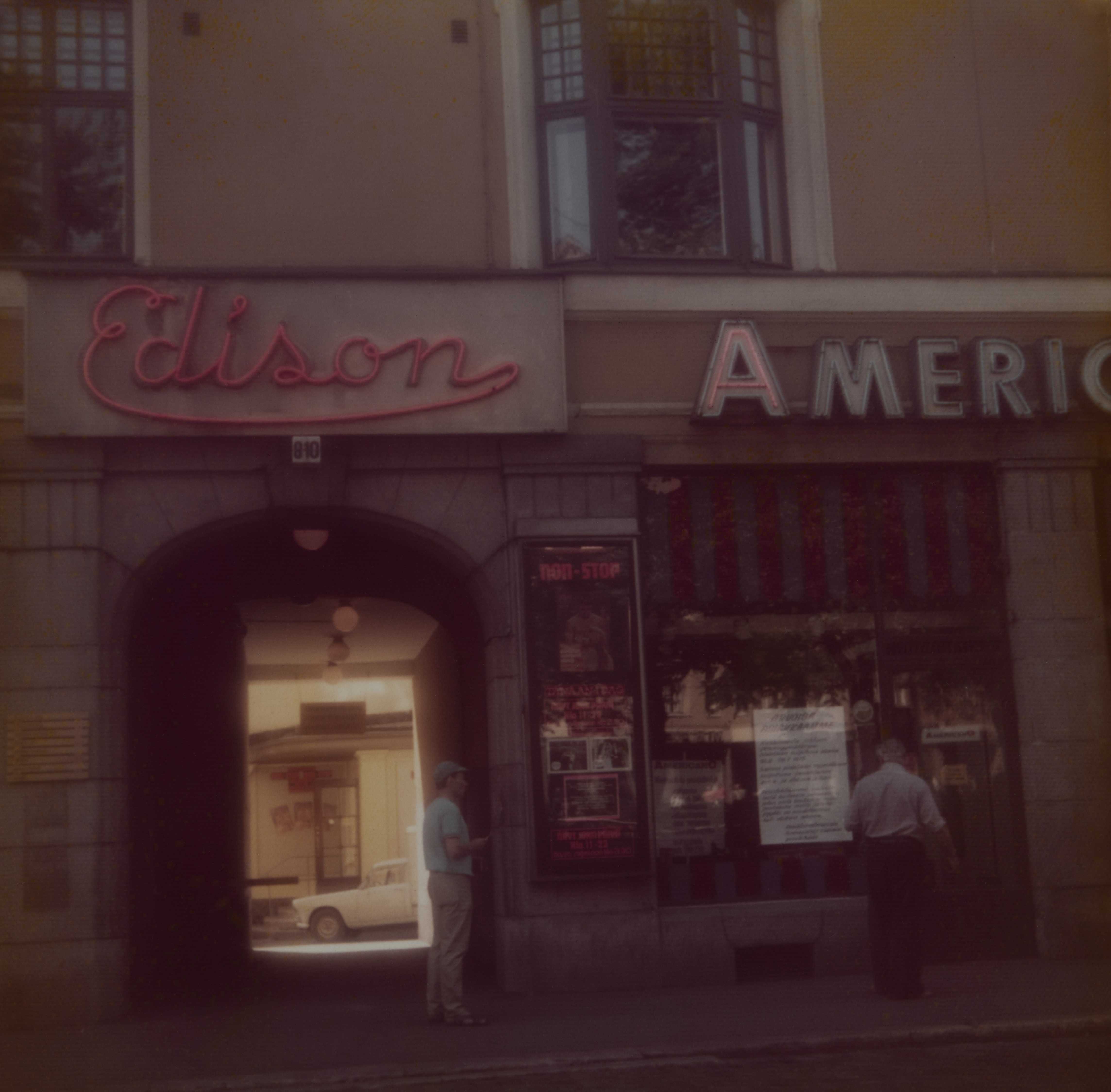
Biografen Edison, Georgsgatan 10, 1975

### Georgsgatan 10
I huset Georgsgatan 10 öppnades biografen Lyyra 1910, som efterträddes där av biografen Edison 1915–1975. Mellan 1975 och 2005 drevs den som Diana och därefter 2006–2011 som barnfilmsbiografen Lasten Cinema, som gick i konkurs 2011. Lokalen har också utnyttjas som en andra scen, Diana-Scenen, av barnteatern Unga Teatern.

### Georgsgatan 18
Georgsgatan 18 (eller Bulevarden 8) är en kulturhistoriskt viktig byggnad i nyklassisk stil. Den är byggd efter ritningar av arkitekt Sebastian Gripenberg år 1884. Ursprungligen användes byggnaden av Helsingfors första finskspråkiga flickskola som grundades år 1869. Sedan 2003 ägs byggnaden av föreningen Svenska Folkskolans Vänner. Byggnaden restaurerades under ledning av Stefan Ahlman år 2005.

## Tvärgator
- Sjömansgatan
- Stora Robertsgatan
- Nylandsgatan
- Bulevarden
- Lönnrotsgatan
- Kalevagatan